# NaApLog Almirante Gastão Motta (G-29)
O NaApLog Almirante Gastão Motta (G-29)  foi um navio pertencente ao Llyod Brasileiro sob o nome de NM Itatinga.  O Almirante Gastão Motta foi comprado pela Marinha do Brasil entre 1984-1985 com o objetivo de transformá-lo em um navio de apoio logístico (NaApLog). Porém sua conversão foi cancelada e ele foi vendido para interesses privados em 1987.